# Dunns leeuwerik

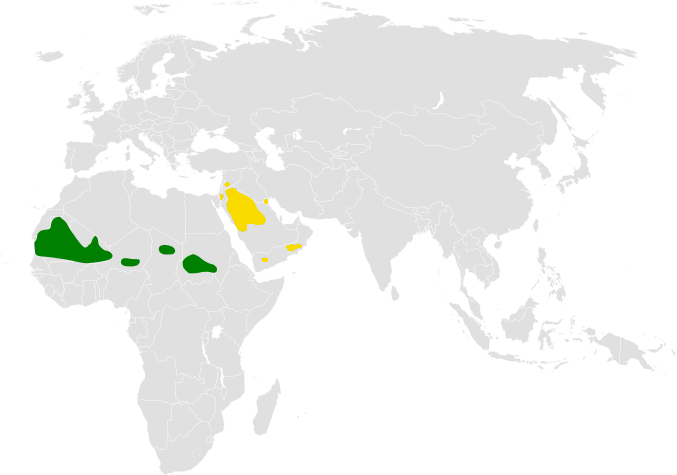
Verspreiding van Dunns leeuwerik (groen) en Arabische Dunns leeuwerik (geel)

Dunns leeuwerik (Eremalauda dunni) is een zangvogel uit de familie Alaudidae (leeuweriken). De vogel werd in 1904 geldig beschreven door George Ernest Shelley, toen werkzaam voor de Britse krijgsmacht in Soedan en vernoemd naar de ontdekker collega majoor W.H. Dunn. Het verspreidingsgebied ligt in Afrika. 

## Kenmerken
Dunns leeuwerik bereikt een lichaamslengte van 14 - 15 centimeter, waarvan 5,0 tot 5,5 centimeter op de staart. De lengte van de snavel gemeten vanaf de schedel is 1,38 tot 1,58 centimeter. Er is geen merkbaar geslachtsdimorfisme.
Deze solitaire leeuwerik heeft een zandkleurige bovenzijde met vage roodbruine stippen. Op het gezicht vallen de relatief brede donkere kringen op, van waaruit een witachtige lijn naar de hals loopt. De wangen en oorkappen zijn licht zandkleurig. De onderkant van het lichaam is witachtig tot roomwit en ook nauwelijks gestreept op de borst. De hand- en armvleugels zijn roodbruin met kaneelkleurige buitenste pennen. De middelste staartpen is net als de achterkant zandkleurig, de aangrenzende tweede staartpennen zijn zwartachtig met kaneelkleurige vlakken, de staartpennen 3 t/m 5 daarentegen zijn zwart met smalle roodgele lijnen. Het buitenste paar staartveren is zwart met een geelbruine buitenste staartveer. De snavel is geelwit en wordt naar de punt toe donkerder. De iris is bruin. Bij de nauw verwante Arabische Dunns leeuwerik (E. eremodites) is er meer contrast in de tekening op de rug en kop.

## Verspreiding en leefgebied
Het verspreidingsgebied van de soort  is enigszins verbrokkeld en ligt tussen de 15e en 20e graad noorderbreedte in Mauritanië, Mali, Niger, Tsjaad, Soedan. 
De leefgebieden van de leeuwerik zijn spaarzaam begroeide graslanden in wadi's en aan de rand van woestijnen. Het komt ook af en toe voor in open bushland.

## Leefwijze
De leeuwerik is met zijn verenkleuren sterk aangepast aan zijn leefgebied en zolang hij niet opvliegt en op de grond is, is hij moeilijk te onderscheiden. Het dieet bestaat uit zaden, waarbij gierst een bijzondere rol speelt. Daarnaast eet de leeuwerik kleine insecten.
Er zijn verschillende uitspraken over de zingende vlucht van het mannetje. Beide zangvluchten worden beschreven waarbij het mannetje zes tot tien meter tegen de wind in klimt en na ongeveer twee minuten weer landt. Er worden echter ook langere zangvluchten beschreven waarbij het mannetje op een hoogte van ongeveer 50 meter boven de grond blijft en pas na vier tot vijf minuten landt.
Zoals alle leeuweriken is de enkele leeuwerik een grondbroeder, maar van het voortplantingsgedrag is onvoldoende bekend.